# Adalbert Lotaryński
Adalbert Lotaryński (1000 – 11 listopada 1048), pierwszy książę Lotaryngii z Dynastii Châtenois (od 1047), syn hrabiego Metzu Gerarda z Bouzonville i Gizeli.
Adalbert został mianowany księciem Lotaryngii przez cesarza Henryka III, który odebrał je Gotfrydowi III Brodatemu. Krótkie panowanie Adalberta, wypełniły walki z Gotfrydem dążącym do odzyskania księstwa. Zginął w bitwie pod Thuin 11 listopada 1048 roku. Cesarz mianował następcą jego brata Gerarda.